# Akane (odrůda jablek)

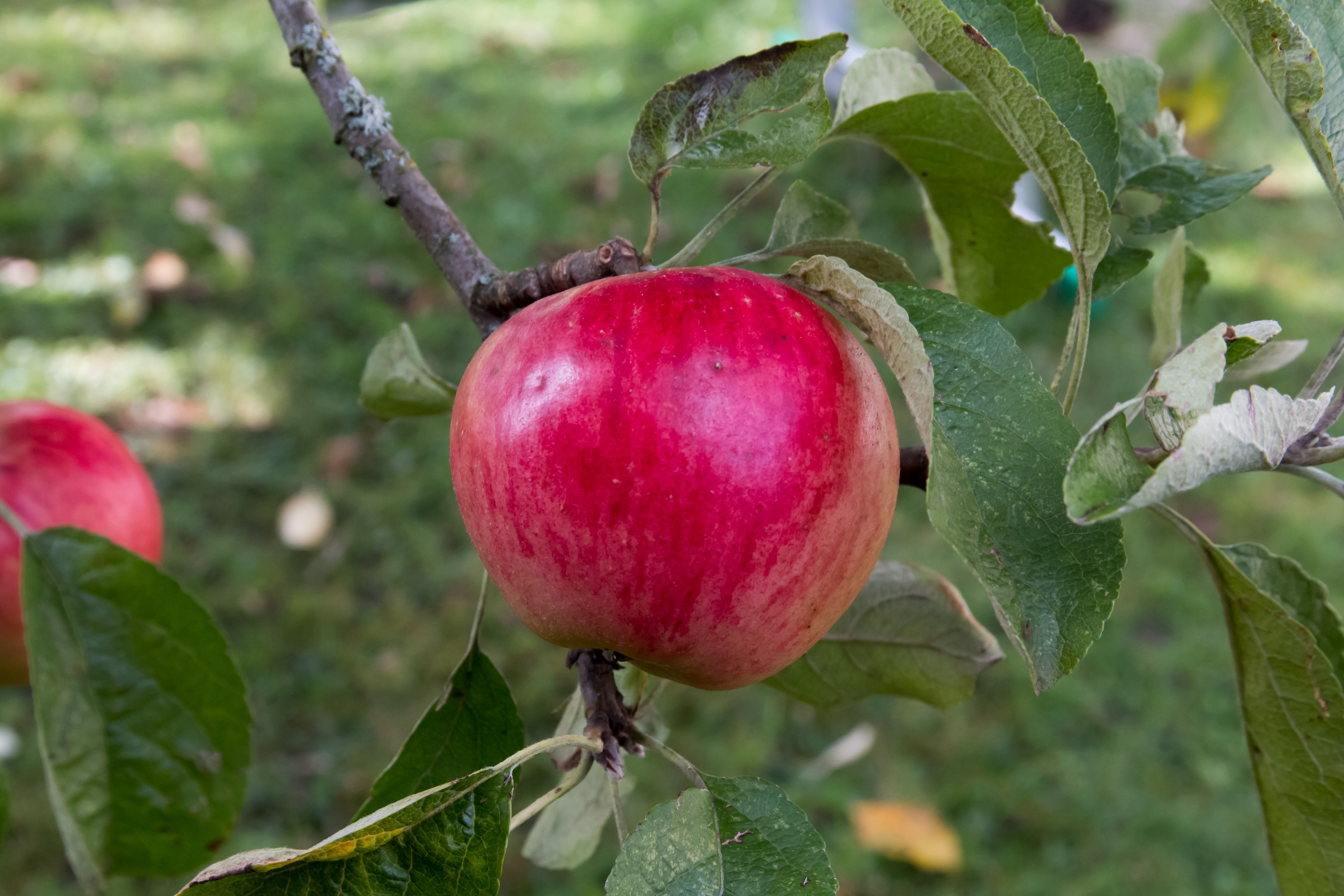

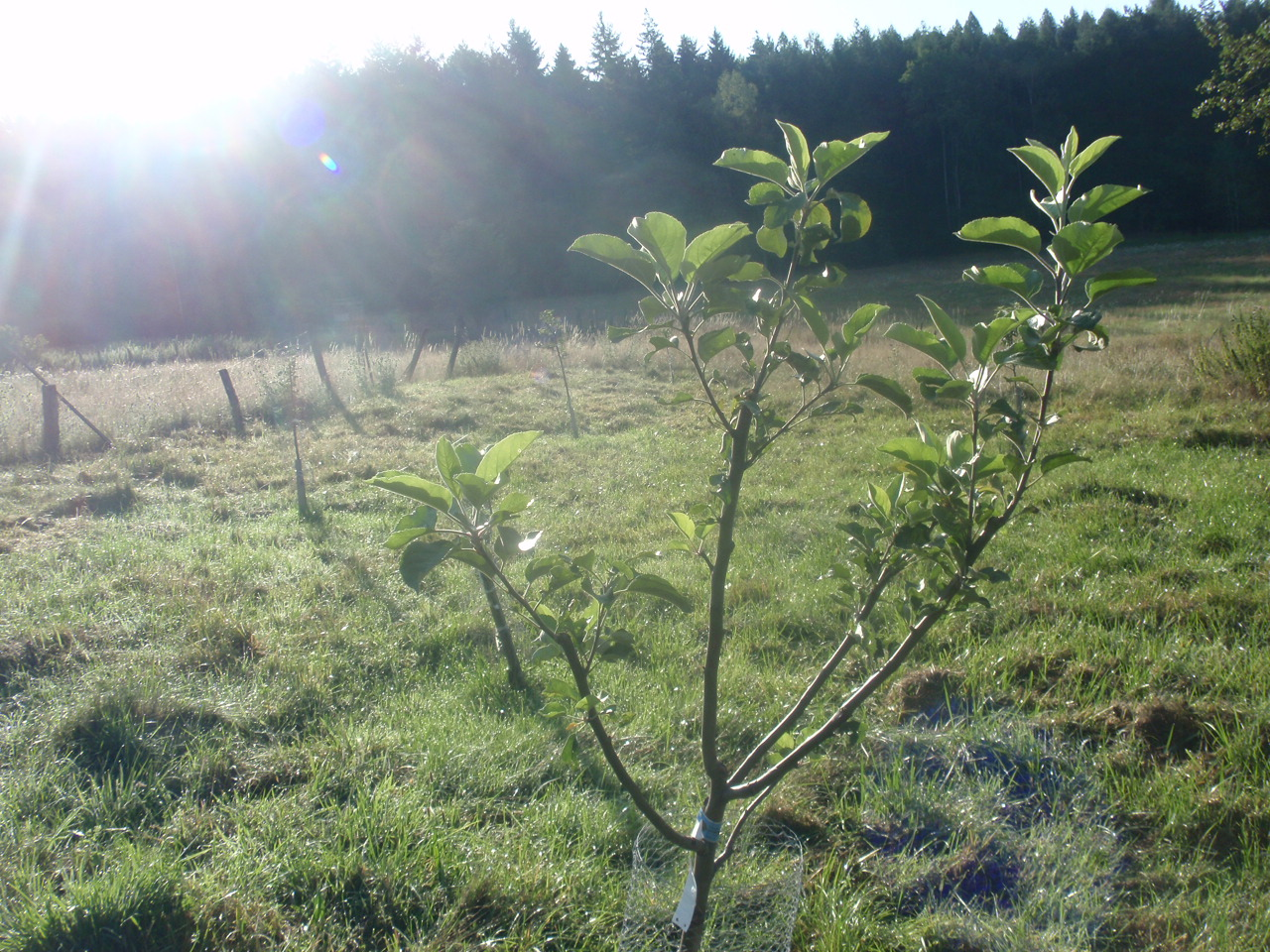

Akane (Malus domestica ‚Akane‘) je ovocný strom, kultivar druhu jabloň domácí z čeledi růžovitých. Plody jsou řazeny mezi podzimní odrůdy jablek, dozrává a sklízí se v září, skladovatelné jsou do konce října.

## Historie

### Původ
Byla vyšlechtěna v Japonsku v roce 1937. Odrůda vznikla zkřížením odrůd 'Jonathan' a 'Worcesterská parména'.

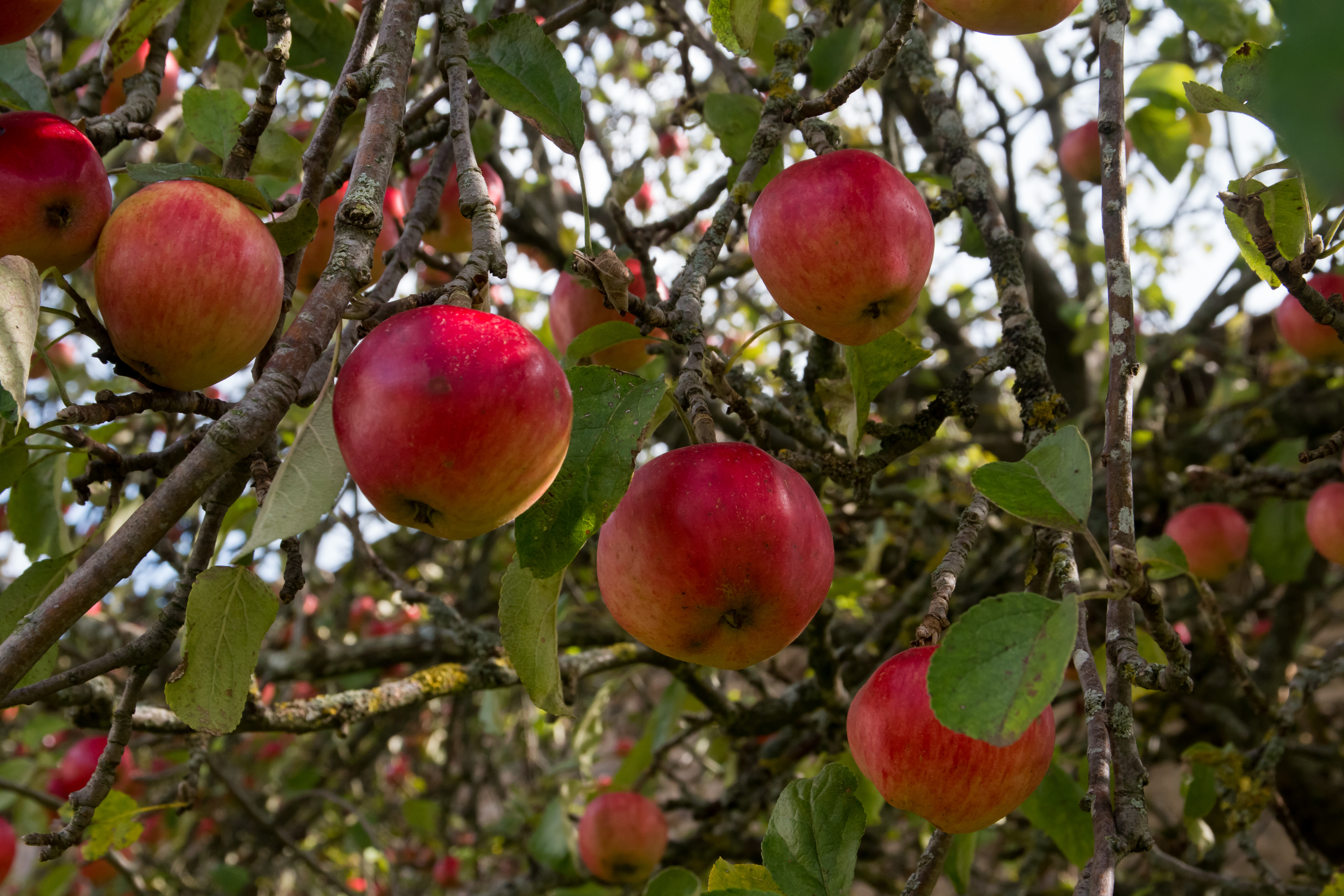

## Vlastnosti
Odrůda je dobrý opylovač.

### Růst
Růst odrůdy je slabý. Koruna je menší, má rozložitý habitus. Řez je nezbytný. Je třeba také probírky plůdků.

## Plodnost
Plodí záhy, bohatě a zpočátku pravidelně.

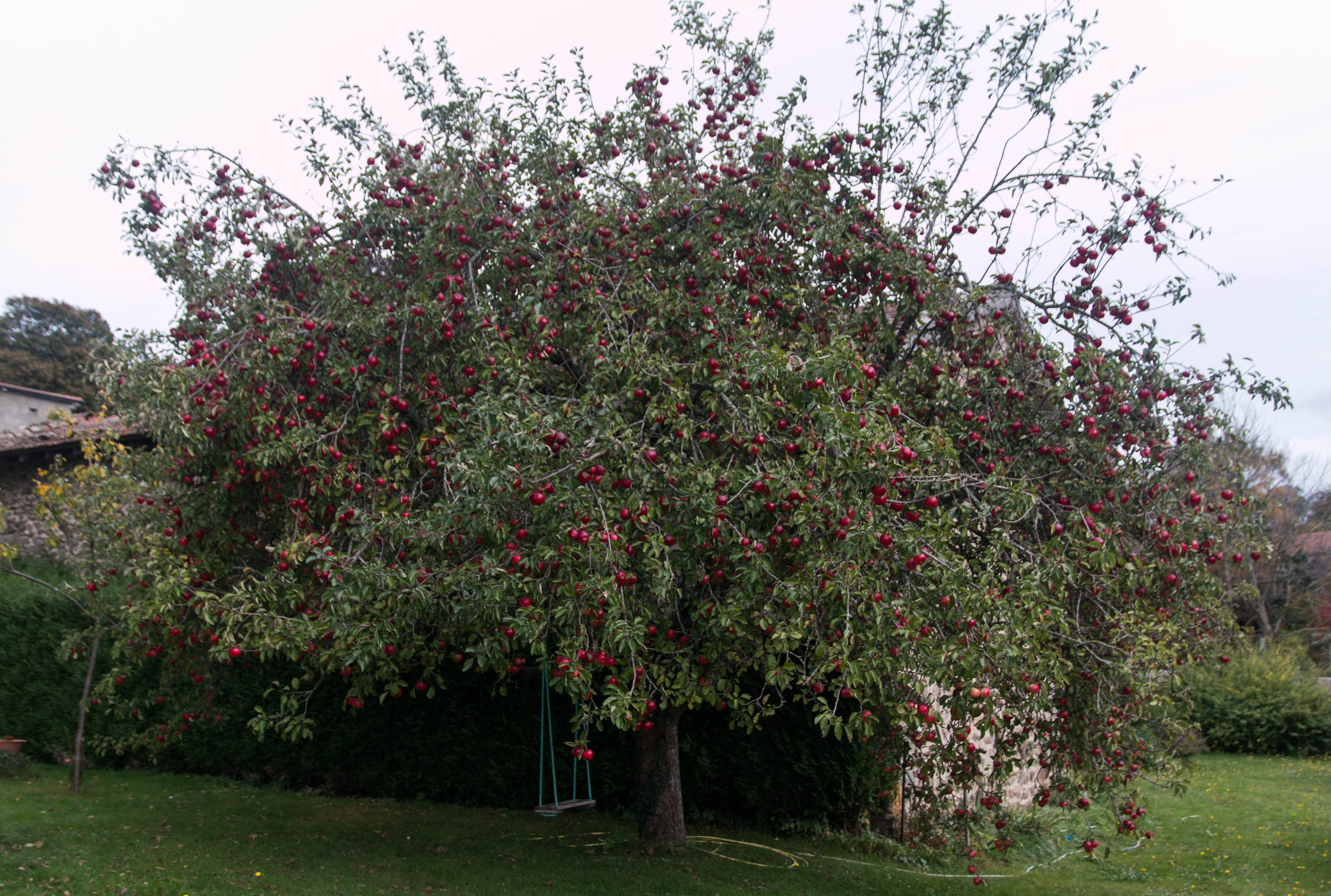
Habitus stromu.

## Plod
Plod je kulovitý, střední až malé (100–135 g). Slupka hladká, žluté zbarvení je překryté červenou barvou. Dužnina je bílá se sladce navinulou chutí, aromatická, dobrá. Podle jiných zdrojů chuť spíše chabá.

## Choroby a škůdci
Odrůda je vysoce odolná proti strupovitosti jabloní a vysoce odolná k padlí. Podle jiných zdrojů je středně odolná k padlí a vysoce odolná vůči strupovitosti.

## Použití
Je vhodná ke skladování a přímému konzumu. Odrůdu lze použít do všech poloh ale za nejvhodnější jsou považovány střední polohy. Ačkoliv jsou pro odrůd použitelné všechny podnože, je doporučováno pěstování odrůdy na slabě rostoucích podnožích ve všech tvarech.